# Dmitri Bezdetnii
Dmitri Bezdetnii (ur. 29 września 1989) – mołdawski wioślarz.

## Osiągnięcia
- Mistrzostwa Świata – Linz 2008 – dwójka ze sternikiem – 14. miejsce[1].
- Mistrzostwa Świata U-23 – Račice 2009 – dwójka bez sternika – 11  miejsce[1].
- Mistrzostwa Europy – Brześć 2009 – czwórka bez sternika – 11. miejsce[1].